# 帕格尼尼主題狂想曲

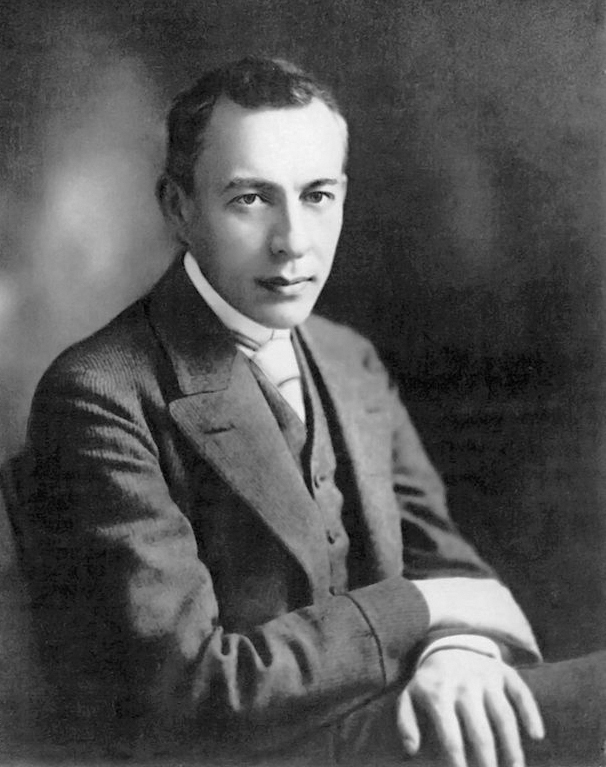
拉赫曼尼諾夫

《帕格尼尼主題狂想曲》（俄语：Рапсодия на тему Паганини，拉丁化：Rapsodiya na temu Paganini），俄裔美國籍作曲家謝爾蓋·拉赫曼尼諾夫在1934年創作的A小調24段變奏曲，作品編號為43，由鋼琴獨奏配以管弦樂團伴奏，形式近乎一首鋼琴協奏曲。

## 創作背景
根據《帕格尼尼主題狂想曲》樂譜上的說明，拉赫曼尼諾夫在1934年7月3日－8月18日在瑞士琉森湖邊Senar別墅創作此曲。此曲以《帕格尼尼主題狂想曲》命名，是因為拉赫曼尼諾夫以尼科罗·帕格尼尼為小提琴獨奏所創作的著名隨想曲第24號加以變化以成。第24號隨想曲曾被多位作曲家採用為作曲藍本，著名的有約翰尼斯·布拉姆斯、弗蘭茲·李斯特、安德魯·勞埃德·韋伯等。

### 首演
此曲於同年11月7日在美國馬里蘭州巴爾的摩首次公演，由拉赫曼尼諾夫親任鋼琴獨奏，利奥波德·斯托科夫斯基指揮費城管弦樂團演出。

## 分析

### 配器
- 鋼琴獨奏
- 木管樂器：短笛、2長笛、2雙簧管、英國管、2單簧管、2巴松管
- 銅管樂器：4圓號、2小號、3長號、大號
- 敲擊樂器：定音鼓、大鼓、鈸、小鼓、三角鐵、鐵片琴
- 絃樂器：第1小提琴、第2小提琴、中提琴、大提琴、低音提琴、豎琴

### 結構
《帕格尼尼主題狂想曲》以帕格尼尼的第24號隨想曲為主題，創作出24段的變奏，除了少數例外，其他都是A小調。

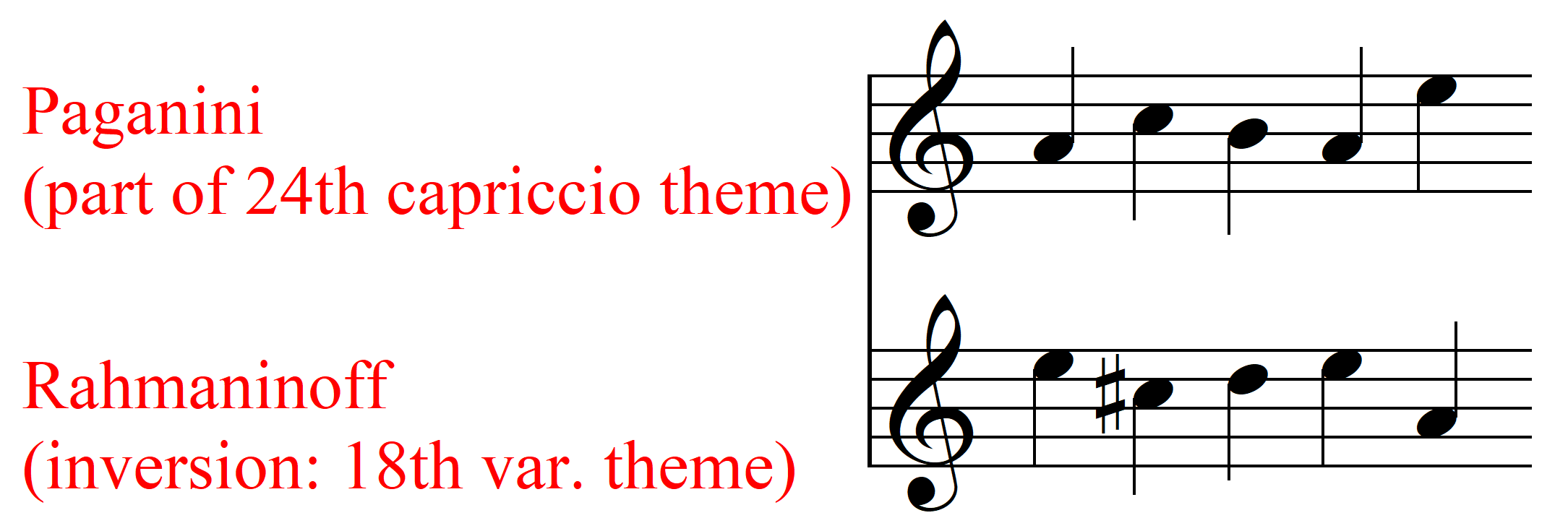
帕格尼尼作品（上）與第十八變奏段（下）中對應部分的比較

其中第七，第十变奏段旋律及第二十四变奏段结尾部分旋律取自末日经。
第十八變奏段是將帕格尼尼的作品中音符上下倒轉後轉調作成。
| 段落     | 速度                 | 调性    | 拍號              |
| -------- | -------------------- | ------- | ----------------- |
| 引子     | 活泼的快板           | a小调   | 2/4               |
| 变奏一   | 同前速度             | a小调   | 2/4               |
| 主题     | 速度同上             | a小调   | 2/4               |
| 变奏二   | 速度同上             | a小调   | 2/4               |
| 变奏三   | 速度同上             | a小调   | 2/4               |
| 变奏四   | 更活泼些             | a小调   | 2/4               |
| 变奏五   | 同前速度             | a小调   | 2/4               |
| 变奏六   | 速度同上             | a小调   | 2/4               |
| 变奏七   | 不那么有动感，中速   | a小调   | 2/4               |
| 变奏八   | 起始速度             | a小调   | 2/4               |
| 变奏九   | 速度同上             | a小调   | 2/4               |
| 变奏十   | 速度同上             | a小调   | ／                |
| 变奏十一 | 中速                 | a小调   | 3/4               |
| 变奏十二 | 小步舞曲速度         | d小调   | 3/4               |
| 变奏十三 | 快板                 | d小调   | 3/4               |
| 变奏十四 | 速度同前             | F大调   | 3/4               |
| 变奏十五 | 更活泼、谐谑些       | F大调   | ／                |
| 变奏十六 | 小快板               | 降B大调 | 2/4               |
| 变奏十七 | 小快板               | 降B大调 | ／                |
| 变奏十八 | 如歌的行板           | 降D大调 | 3/4               |
| 变奏十九 | 速度较活泼           | a小调   | （前奏過場為 ）／ |
| 变奏二十 | 稍微更活泼些         | a小调   | ／                |
| 变奏廿一 | 稍微更活泼些         | a小调   | ／                |
| 变奏廿二 | 稍微更活泼些         | a小调   | 轉                |
| 变奏廿三 | 速度同上             | a小调   | 2/4               |
| 变奏廿四 | 速度稍微不那么有动感 | a小调   | 轉                |

## 流行文化
- 1980年美國電影《似曾相識》（Somewhere In Time）中多次引用此曲的第十八变奏段。
- 2011年林俊傑將此曲融入流行元素，創作出《靈魂的共鳴》，收于專輯《學不會》中。
- 2012年本曲的变奏六被Bemani所属的作曲家角田利之（L.E.D.）与脇田润（wac）合作（以度胸兄弟名义）改编为《DIAVOLO》，收录于狂热节拍IIDX19 Lincle并作为本作的通常ONE MORE EXTRA STAGE专用乐曲，后被移植至乐动魔方。

## 外部連結
- 帕格尼尼主題狂想曲：国际乐谱典藏计划上的乐谱